# Механика
Механиката е един от основните раздели на физиката, който най-общо се занимава с изучаване на движението на материалните тела.

## Дялове на механиката
- Кинематика – раздел, изучаващ геометричните свойства на движението на телата без да се отчита тяхната маса и действащите им сили. Кинематиката изследва способите за описване на движението и връзката между величините, които го характеризират.
- Динамика – раздел, изучаващ взаимодействието между телата при механичното им движение.
- Статика – изучава условията на равновесие на материалните точки или техните системи, намиращи се под въздействие на сили.
- Класическа механика – изучава законите на движение на макроскопични тела със скорости, значително по-ниски от тези на светлината.
- Квантова механика – изучава законите на движение на микроскопичните тела (частици на субмолекулярно ниво).
- Релативистична механика – разглежда законите на механичното движение на телата при скорости, сравними с тези на светлината във вакуум.

- Механика на флуидите – изучаваща движението и равновесието на газове, течности и деформируеми твърди тела. В механиката на флуидите веществото се разглежда като непрекъсната среда, като се пренебрегва неговия молекулярен/атомен строеж, и счита за непрекъснато и еднакво по свойства в различните посоки разпределението на всички характеристики, като плътност, напрежение, скорост на частиците и т.н. Механиката на флуидите се подразделя на хидродинамика, газова динамика, теория на пластичността и др.
- Биомеханика – интердисциплинарна научна област, в която се извършват теоретични и експериментални изследвания на механичното поведение на живи системи.

## Дялове на механиката с практическа насоченост
Съпротивление на материалите, практически насочен дял, занимаващ се с устойчивостта и деформируемостта на материалните обекти, детайли, съоръжения и машини. Основните обекти на изучаване са гредите и пластините, за които се установяват съответните методи на изчисление на якост и устойчивост при въздействие на статични и/или динамични натоварвания. Съпротивлението на материалите се базира на законите и изводите на теоретичната механика, а също така отчита и способността на материалите за деформация по въздействие на външни и вътрешни сили.
Друг практически раздел е механика на тела с променлива маса, изучаващ движение на тела, чиято маса се променя с течение на времето, в резултат на отделяне или присъединяване на материални частици. Такива задачи възникват при движението на ракети, самолети, небесни тела и др.